# Continental Cup der Nordischen Kombination 2021/22
Der Continental Cup der Nordischen Kombination 2021/22 war eine vom Weltskiverband FIS ausgetragene Wettkampfserie in der Nordischen Kombination. Für die Herren umfasste die Wettkampfserie, die als Unterbau zum Weltcup der Nordischen Kombination 2021/22 zum 30. Mal ausgetragen wurde, zehn Stationen in Nordamerika, Asien und Europa. Bei den Frauen waren vor Saisonbeginn fünf Stationen in Nordamerika und Europa geplant. An allen fünf Orten hätten die Wettbewerbe parallel zu jenen der Männer stattfinden sollen. Die Wettkämpfe wurden hauptsächlich in der Gundersen-Methode ausgetragen, wobei sowohl bei den Männern als auch bei den Frauen ein Massenstart veranstaltet werden sollte. Darüber hinaus wurde ein Mixed-Team-Wettkampf abgehalten. Mitte Februar wurde zudem der historisch erste Teamsprint im Wettkampfkalender einer FIS-Veranstaltung in der Nordischen Kombination der Frauen ausgetragen. Die Saison begann am 26. November 2021 in Nischni Tagil und endete am 26. März 2022 in Lake Placid.

## Austragungsorte
Im Gegensatz zu den Vorjahren, als die Saison in den Vereinigten Staaten begann, startete die Wettkampfserie 2021/22 in Nischni Tagil. Die chinesische Stadt Zhangjiakou war anschließend erstmals Austragungsort im Continental Cup der Nordischen Kombination. Die Wettbewerbe fungierten als Generalprobe vor den Olympischen Winterspielen 2022, da in der Weltcup-Saison 2020/21 aufgrund der COVID-19-Pandemie keine Wettkämpfe in China ausgetragen werden konnten. Mit Eisenerz, Klingenthal, Lahti, Nischni Tagil und Park City standen fünf Austragungsstätten im Programm, die bereits im Vorjahr Continental-Cup-Rennen veranstalteten. Neu hinzu kamen neben Zhangjiakou auch Lake Placid, Lillehammer, Ruka und Whistler. Die grünen Punkte markieren diejenigen Austragungsorte, an denen Männer und Frauen parallel Wettkämpfe veranstalteten.
| Park City |

| Whistler |

| Lake Placid |

| Klingenthal |

| Lahti |

| Eisenerz |

| Lillehammer |

| Ruka |

| Nischni Tagil |

| \| Zhangjiakou \|                  |
| Lage des Austragungsortes in China |
| Zhangjiakou                        |

## Herren

### Continental-Cup-Übersicht
| Datum      | Austragungsort  | Disziplin                 | Sieger                                  | Zweiter                                         | Dritter                                           |
| ---------- | --------------- | ------------------------- | --------------------------------------- | ----------------------------------------------- | ------------------------------------------------- |
| 26.11.2021 | Nischni Tagil 1 | HS97/10 km Gundersen      | Jakob Lange                             | David Mach                                      | Philipp Orter                                     |
| 27.11.2021 | Nischni Tagil 1 | HS97/10 km Gundersen      | Jakob Lange                             | David Mach                                      | Christian Deuschl                                 |
| 04.12.2021 | Zhangjiakou     | HS106/10 km Gundersen     | Jakob Lange                             | David Mach                                      | Thomas Rettenegger                                |
| 05.12.2021 | Zhangjiakou     | HS140/10 km Gundersen     | Jakob Lange                             | Sakutarō Kobayashi                              | Yūya Yamamoto                                     |
| 18.12.2021 | Ruka            | HS142/10 km Gundersen     | Andreas Skoglund                        | Einar Lurås Oftebro                             | Leevi Mutru                                       |
| 19.12.2021 | Ruka            | HS142/10 km Gundersen     | Einar Lurås Oftebro                     | Sebastian Østvold                               | Andreas Skoglund                                  |
| 07.01.2022 | Klingenthal     | HS140/7,5 km Gundersen    | Wettkämpfe abgesagt                     | Wettkämpfe abgesagt                             | Wettkämpfe abgesagt                               |
| 08.01.2022 | Klingenthal     | HS140/10 km Gundersen     | Wettkämpfe abgesagt                     | Wettkämpfe abgesagt                             | Wettkämpfe abgesagt                               |
| 09.01.2022 | Klingenthal     | HS140/12,5 km Gundersen   | Wettkämpfe abgesagt                     | Wettkämpfe abgesagt                             | Wettkämpfe abgesagt                               |
| 21.01.2022 | Klingenthal     | HS140/5 km Gundersen      | Simen Tiller                            | Andreas Skoglund                                | Ben Loomis                                        |
| 22.01.2022 | Klingenthal     | HS140/10 km Gundersen     | Simen Tiller                            | Andreas Skoglund                                | Jakob Lange                                       |
| 23.01.2022 | Klingenthal     | HS140/10 km Gundersen     | Simen Tiller                            | Lars Buraas                                     | Thomas Jöbstl                                     |
| 11.02.2022 | Lillehammer 2   | HS100/10 km Gundersen     | Andreas Skoglund                        | Einar Lurås Oftebro                             | Jakob Lange                                       |
| 12.02.2022 | Lillehammer 2   | HS100/2×7,5 km Teamsprint | Österreich ILukas Klapfer Philipp Orter | Österreich IIIManuel Einkemmer Marc-Luis Rainer | Norwegen IIAleksander Skoglund Kasper Moen Flatla |
| 13.02.2022 | Lillehammer 2   | HS100/10 km Gundersen     | Lars Ivar Skårset                       | Lukas Klapfer                                   | Thomas Rettenegger                                |
| 18.02.2022 | Eisenerz        | HS109/10 km Gundersen     | Lukas Klapfer                           | Stefan Rettenegger                              | Lars Buraas                                       |
| 20.02.2022 | Eisenerz        | HS109/10 km Gundersen     | Stefan Rettenegger                      | Lars Buraas                                     | Lars Ivar Skårset                                 |
| 05.03.2022 | Lahti           | HS130/10 km Gundersen     | Jakob Lange                             | Manuel Einkemmer                                | David Mach                                        |
| 06.03.2022 | Lahti           | HS130/10 km Gundersen     | Jakob Lange                             | Wendelin Thannheimer                            | Martin Hahn                                       |
| 12.03.2022 | Park City       | 10 km Massenstart/HS100   | Taylor Fletcher                         | David Mach                                      | Ben Loomis                                        |
| 13.03.2022 | Park City       | HS100/10 km Gundersen     | Jakob Lange                             | Manuel Einkemmer                                | David Mach                                        |
| 18.03.2022 | Whistler        | HS104/10 km Gundersen     | David Mach                              | Marc-Luis Rainer                                | Jakob Lange                                       |
| 19.03.2022 | Whistler        | HS104/10 km Gundersen     | Jakob Lange                             | David Mach                                      | Wendelin Thannheimer                              |
| 25.03.2022 | Lake Placid     | HS100/10 km Gundersen     | Jakob Lange                             | Wendelin Thannheimer                            | Stephen Schumann                                  |
| 26.03.2022 | Lake Placid     | 2×HS100/15 km Gundersen   | Jakob Lange                             | Wendelin Thannheimer                            | David Mach                                        |

## Damen

### Continental-Cup-Übersicht
| Datum      | Austragungsort | Disziplin                 | Siegerin                                         | Zweite                                  | Dritte                                     |
| ---------- | -------------- | ------------------------- | ------------------------------------------------ | --------------------------------------- | ------------------------------------------ |
| 11.02.2022 | Lillehammer 3  | HS100/5 km Gundersen      | Gyda Westvold Hansen                             | Annika Sieff                            | Lisa Hirner                                |
| 12.02.2022 | Lillehammer 3  | HS100/2×4,5 km Teamsprint | Norwegen IMarte Leinan Lund Gyda Westvold Hansen | Österreich IAnnalena Slamik Lisa Hirner | Deutschland IIMarie Naehring Maria Gerboth |
| 13.02.2022 | Lillehammer 3  | HS100/5 km Gundersen      | Gyda Westvold Hansen                             | Lisa Hirner                             | Annika Sieff                               |
| 18.02.2022 | Eisenerz       | HS109/5 km Gundersen      | Gyda Westvold Hansen                             | Annika Sieff                            | Ema Volavšek                               |
| 20.02.2022 | Eisenerz       | HS109/5 km Gundersen      | Gyda Westvold Hansen                             | Annika Sieff                            | Ema Volavšek                               |
| 12.03.2022 | Park City      | 5 km Massenstart/HS100    | Wettkämpfe abgesagt                              | Wettkämpfe abgesagt                     | Wettkämpfe abgesagt                        |
| 13.03.2022 | Park City      | HS100/5 km Gundersen      | Wettkämpfe abgesagt                              | Wettkämpfe abgesagt                     | Wettkämpfe abgesagt                        |
| 18.03.2022 | Whistler       | HS104/5 km Gundersen      | Wettkämpfe abgesagt                              | Wettkämpfe abgesagt                     | Wettkämpfe abgesagt                        |
| 19.03.2022 | Whistler       | HS104/5 km Gundersen      | Wettkämpfe abgesagt                              | Wettkämpfe abgesagt                     | Wettkämpfe abgesagt                        |
| 26.03.2022 | Lake Placid    | HS100/5 km Gundersen      | Wettkämpfe abgesagt                              | Wettkämpfe abgesagt                     | Wettkämpfe abgesagt                        |
| 27.03.2022 | Lake Placid    | 2×HS100/7,5 km Gundersen  | Wettkämpfe abgesagt                              | Wettkämpfe abgesagt                     | Wettkämpfe abgesagt                        |

## Mixed

### Continental-Cup-Übersicht
| Datum      | Austragungsort | Disziplin              | Sieger                                                                     | Zweiter                                                                | Dritter                                                               |
| ---------- | -------------- | ---------------------- | -------------------------------------------------------------------------- | ---------------------------------------------------------------------- | --------------------------------------------------------------------- |
| 19.02.2022 | Eisenerz       | HS109/2×5 km, 2×2,5 km | NorwegenLars Ivar Skårset Ida Marie Hagen Gyda Westvold Hansen Lars Buraas | ÖsterreichThomas Rettenegger Lisa Hirner Annalena Slamik Lukas Klapfer | DeutschlandDavid Mach Cindy Haasch Sophia Maurus Wendelin Thannheimer |

## Wertungen
| Rang | Name                 | Punkte | Siege |
| ---- | -------------------- | ------ | ----- |
| 01   | Jakob Lange          | 1406   | 10    |
| 02   | David Mach           | 1044   | 01    |
| 03   | Wendelin Thannheimer | 0776   | 0     |
| 04   | Thomas Rettenegger   | 0668   | 0     |
| 05   | Andreas Skoglund     | 0545   | 02    |
| 06   | Marc-Luis Rainer     | 0463   | 0     |
| 07   | Manuel Einkemmer     | 0449   | 0     |
| 08   | Lars Buraas          | 0448   | 0     |
| 09   | Einar Lurås Oftebro  | 0446   | 01    |
| 10   | Lars Ivar Skårset    | 0387   | 01    |

| Rang | Name                 | Punkte | Siege |
| ---- | -------------------- | ------ | ----- |
| 01   | Gyda Westvold Hansen | 400    | 4     |
| 02   | Annika Sieff         | 300    | 0     |
| 03   | Ema Volavšek         | 215    | 0     |
| 04   | Maria Gerboth        | 146    | 0     |
| 05   | Lisa Hirner          | 140    | 0     |
| 06   | Marte Leinan Lund    | 132    | 0     |
| 07   | Léna Brocard         | 132    | 0     |
| 08   | Annika Malacinski    | 120    | 0     |
| 09   | Stefanija Nadymowa   | 087    | 0     |
| 10   | Sophia Maurus        | 086    | 0     |